# Wkra
De Wkra is een rivier in het noordoosten van Polen. De Wkra is een zijrivier van de Narew en heeft een lengte van 249 km en een stroomgebied van 5322 km² (in zijn geheel in Polen).
De belangrijkste plaatsen langs de Wkra:
- Bieżuń
- Radzanów
- Strzegowo
- Glinojeck
- Sochocin
- Joniec
- Pomiechówek
- Nowy Dwór Mazowiecki

- Gemeinsame Normdatei: 4511709-3